# Joan Casademont i Serratosa
Joan Casademont i Serratosa (Figueres, 1837-?) fou organista de Castelló d’Empúries (1855), mestre de capella de la catedral de Girona (1864‐1871) i organista de l'església parroquial de Lloret de Mar.